# Каган, Абрам Саулович
Абрам Саулович Каган (7 апреля 1889, Ляды, Витебская область — 1983, Нью-Йорк) — российский издатель, экономист, юрист, агроном. Проректор Петроградской сельскохозяйственной академии, основатель и совладелец издательства «Петрополис» (с 1918), «Наука и школа», «А. С. Каган».

## Биография
Окончил юридический факультет Императорского Санкт-Петербургского университета, юрист.
Арестован ПГО ГПУ 16 августа 1922 года в Петрограде. Выслан из России в 1922 году, жил в Берлине, с 1941 — в США. Входил в директорат Общества Взаимопомощи «Надежда».
Возглавлял издательство «International Universities Press».

## Семья
Брат: Михаил Саулович Коган, историк шахмат.